# 宜保成晴

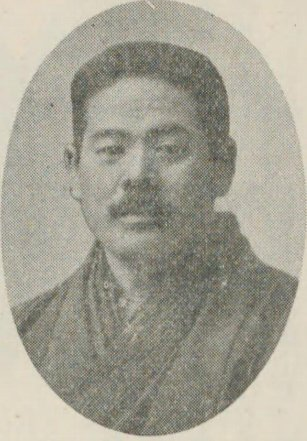
宜保成晴

宜保 成晴（ぎぼ せいせい、1879年（明治12年）6月20日 - 1953年（昭和28年）9月30日）は、日本の衆議院議員（立憲政友会→政友本党→立憲民政党）、医師。

## 経歴
沖縄県島尻郡豊見城村（現在の豊見城市）出身。沖縄県病院医生教習所を卒業後、1902年（明治35年）に済生学舎を卒業した。翌年、医術開業試験に合格し、郷里に医院を開業した。1919年（大正8年）には沖縄県会議員に選ばれた。
1920年（大正9年）、第14回衆議院議員総選挙に出馬し、当選。第15回衆議院議員総選挙でも再選を果たした。
その他に沖縄産業銀行監査役を務めた。